# Terminoflustra albida
Terminoflustra albida är en mossdjursart som först beskrevs av Hasenbank 1932.  Terminoflustra albida ingår i släktet Terminoflustra och familjen Flustridae. Inga underarter finns listade i Catalogue of Life.